# Porzana spiloptera
El burrito negruzco (Porzana spiloptera), también denominado burrito overo, burrito plomizo, polluela de alas moteadas o polluela overa  es una especie de ave gruiforme de la familia Rallidae que habita en el noreste de Argentina y el sur de Uruguay, con registros en el sur de Brasil y en el centro de Chile. Su hábitat típico son los pastizales salobres y pajonales inundables.

## Descripción
Se diferencia de Laterallus jamaicensis por no poseer en el dorso del cuello el color canela. Es negruzco y tiene el dorso estriado de coloración parduzca. Cubierta alar con leve barreado blanco. Flancos y subcaudales barreados de blanco. No se conocen subespecies.